# عبد الرحمن باعباد
عبد الرحمن باعباد (1393 - 1440 هـ): داعية إسلامي وشيخ تربية وعميد رباط الإسعاد للدراسات الإسلامية بمدينة الغرفة في حضرموت اليمنية، كما كان إمام وخطيب الجامع الكبير بالغرفة. وكان يقيم يومياً وأسبوعياً الدروس العلمية والمجالس العامة ويشرف على حلقات التحفيظ والدروس الشرعية بالمساجد. كما شارك في العديد من الندوات والمؤتمرات واللقاءات الإذاعية والتلفزيونية داخل اليمن وخارجها. اشتهر عنه إصلاح ذات البين في كثير من القضايا والأحداث الاجتماعية في حضرموت وذلك بعد إسهاماته في تأسيس مؤتمر حضرموت الجامع وحلف قبائل حضرموت قبل ذلك. وله مساعيه في خدمة المجتمع وتطوير الواقع الحضرمي من خلال ترؤسه لمؤسسة الوسط للتنمية بمدينة سيئون.

## نسبه
عبد الرحمن بن عبد الله بن محمد بن عبد الرحمن بن عبد الله بن محمد بن عبد الله بن محمد بن حسن بن سالم بن حسن بن محمد بن أبي بكر بن محمد بن عمر بن محمد بن عمر بن عبد الله بن عبد الرحمن بن أحمد بن عمر بن محمد بن عبد الرحمن بن محمد بن عبد الرحمن بن محمد بن عبد الله بن عبّاد بن عمر بن عبد الله بن عبد الرحمن بن عبد الله بن أحمد بن خالد بن محمد الديباج بن عبد الله المطرف بن عمرو بن عثمان بن عفان.
فهو الحفيد 36 لخليفة رسول الله عثمان بن عفان في سلسلة نسبه.

## مولده ونشأته
ولد بمدينة الغرفة ليلة الأربعاء الثامن من شهر صفر سنة 1393 هـ الموافق للثالث عشر من مارس عام 1973 م. نشأ في حجر والده ولازمه في أول أمره، فكان يحضر معه المجالس اليومية من دروس وروحات وحزب للقرآن ومجامع عامة، وقرأ عليه القرآن الكريم وصحيحي البخاري ومسلم و«رياض الصالحين» و«الأذكار» للإمام النووي، وفي الفقه «الرسالة» و«السفينة» وبعض متن أبي شجاع و«الياقوت النفيس»، وحضر معه بعض دروس «المهذب»، وفي اللغة «الأجرومية» و«المتممة»، وفي التصوف «النصائح الدينية» و«الإحياء» للإمام الغزالي و«قوت القلوب» لأبي طالب المكي وغيرها الكثير من كتب التصوف. واستفاد من والده أسلوبه المتميز في التعامل مع الناس وإصلاح ذات البين والسعي في مصالح المسلمين.

## شيوخه
ابتدأ تعليمه بالغرفة، ثم تردد على مدينتي سيئون وتريم فقرأ على علمائها وحظي بالعناية منهم. ثم ارتحل إلى الحجاز والبيضاء وإلى بلاد الشام فأخذ عن جملة من مشايخ الوطن العربي آنذاك وزار الكثير منهم واستجازهم، نذكر منهم:
- والده عبد الله بن محمد باعباد
- أحمد بن عبد الله المسدس باعباد
- أحمد بن حسن الحداد
- عبد القادر بن سالم الروش السقاف
- حسن بن شيخان الحبشي
- محمد بن أحمد بن موسى الحبشي
- محفوظ مشعبي
- عمر بن علوي الكاف
- عبد القادر بن أحمد السقاف
- أحمد مشهور الحداد
- عبد الرحمن بن أحمد الكاف
- محمد رشاد البيتي
- محمد بن علوي المالكي
- زين بن إبراهيم بن سميط
- عمر بن حامد الجيلاني
- أبو بكر بن علي المشهور
- محمد بن عبد الله الهدار
- حسين بن محمد الهدار
- عمر بن محمد بن حفيظ
- عبد العزيز بن الصديق الغماري

## من مآثره
أسس لما عاد من مدينة البيضاء دروس النساء وافتتح الحلقات لتعليم البنات في حوش آل جوبان حتى تخرجن جملة من الدارسات وتهيأن للتدريس. وأقام المجالس العامة التي تُعقد في ربيع الأول من كل عام في ساحات البلد، وهي مجالس تتلى فيها السيرة العطرة للحبيب ﷺ، ويتنادى إليها أعداد كبيرة من الناس كبار وصغار، وتُقام فيها المواعظ من قبل الدعاة. بالإضافة إلى عدة مراكز تعليمية ودعوية، وبعض من الأنشطة والحلقات الدينية منها:

### دار الدعوة
وهي عبارة عن شقة بجانب مسجد الشيخ علي بن عبد الرحمن الركن باعباد. تقام فيها الدروس العامة والحلقات القرآنية والفقهية والتشاور في شؤون الدعوة إلى الله.

### مدرسة أمهات المؤمنين
أسس الشيخ عبد الرحمن تلك المدرسة التي توسعت بعد ذلك وصار لها عدة فروع، وتضم حاليًا من المدرِّسات أكثر من خمسين مدرِّسة ومن الطالبات على مختلف مستوياتهن أكثر من سبعمائة طالبة.

### رباط الإسعاد للدراسات الإسلامية
والذي يقع على الطريق إلى مدينة سيئون غربي الجامع الكبير بالغرفة، وقد تخرج منه جملة من طلبة العلم وهم الآن خطباء وأئمة لأكثر المساجد بالغرفة، وتخرج به جملة من طلبة العلم من بلدان أخرى من شرق آسيا وأفريقيا والشام واليمن وساحل حضرموت وغيرها من البلدان المجاورة، كشبام والحوطة وسيئون ومدودة وغيرها.

### منتدى أنصار الحبيب
وهو منتدى دعوي علمي ثقافي اجتماعي أسسه الشيخ عبد الرحمن إثر الحملة المسيئة لجناب الرسول ﷺ قيامًا بواجب النصرة له، ويركز على فئة الشباب والكهول بإقامة العديد من الأنشطة العلمية والتربوية والثقافية والاجتماعية.

### مؤسسة الإسعاد
وهي مؤسسة علمية دعوية اجتماعية ثقافية أسسها الشيخ عبد الرحمن للتأكيد على خيرية هذه الأمة ولتنضم إلى سلك المتعاونين على البر والتقوى وصانعي المعروف.

### فرق الإنشاد والمسرح الديني
يضم هذا الجانب فرقة التوفيق الإسلامية وهي فرقة تتكون من 35 عضو تحيي المناسبات الدينية بالمسرح والنشيد الإسلامي الهادف، كما يضم كذلك فرقة نور الهدى وهي فرقة إسلامية نسائية تحيي أفراح الزواجات النسائية. والهدف من إنشاء هذه الفرق سد ثغرة الإعلام الهدام الساعي إلى خراب أبناء الإسلام، وإعطاء البديل بما يتناسب مع الشباب ومرحهم ويزيدهم ارتباطًا بالقيم والمبادئ الإسلامية، وحل قضاياهم بالوسائل المضبوطة بالشرع الحنيف.

### مجلة ملتقى الأحباب
وهي مجلة دعوية ثقافية اجتماعية فصلية توقفت في الوقت الأخير لظروف مالية.

### ملتقى حلقات المساجد
وهو أحد الأنشطة التي تقوم على روح التآلف بين طلاب الحلقات في جو تصقل فيه مواهبهم لإبراز معنى من معاني النصرة للحبيب ﷺ بما يعود على الطلاب ومجتمعهم خاصة والمسلمين عامة بالفائدة والنفع. يشارك في هذا الملتقى جملة من العلماء والدعاة والدكاترة والمراكز العلمية والدعوية المختلفة، وقد شهد نجاحًا كبيرًا في الساحة الدعوية سيما الشبابية، ويعقد حاليًا مرة كل سنة.

## رحلاته الدعوية
قام الشيخ عبد الرحمن بالعديد من الرحلات داخل اليمن وخارجه، وهو كثير التردد على ساحل حضرموت وعلى عدن وأبين وما جاورها إضافة إلى رحلاته داخل الوادي. أما رحلاته إلى خارج اليمن فقد كانت إلى أرض الحرمين الشريفين مرات عديدة وإلى مصر وبلاد الشام، وتكررت رحلاته إلى إندونيسيا وماليزيا وما جاورها، وإلى كينيا وتنزانيا في شرق أفريقيا، وإلى الإمارات وعمان من دول الخليج.

## مؤلفاته
وله مصنفات عديدة إلى جانب كثير من البحوث والرسائل العلمية والمقالات المختلفة والخطب المنبرية، ومن مؤلفاته:
- «معالم على طريق الدعوة إلى الله»
- تحقيق كتاب «مشكاة التنوير شرح المختصر الصغير»
- «شرح المتجر الرابح في ثواب العمل الصالح»
- «درر وفوائد مما استفدته من سيدي الوالد»
- «كأس الوداد في تراجم آل أبي عبّاد»
- «رسالة التصوف في سطور»
- «الخلاف المذهبي بين أدب الأخوة وإضعاف القوة»
- «مولد السماط الممدود في سيرة زين الوجود»

## وفاته
توفي ليلة السبت الحادي عشر من شهر محرم سنة 1440 هـ الموافق للحادي والعشرين من سبتمبر لعام 2018 م إثر تعرضه لحادث مروري وهو في طريقه إلى مدينة صلالة العمانية بمحافظة ظفار، وتم نقل جثمانه بعد ذلك إلى مسقط رأسه بمنطقة الغرفة بوادي حضرموت؛ ليشيع إلى مثواه الأخير فيها بعد الصلاة عليه في جامع الغرفة عقب صلاة عصر يوم الأحد.